# Lindackeria schweinfurthii
Lindackeria schweinfurthii är en tvåhjärtbladig växtart som beskrevs av Ernest Friedrich Gilg. Lindackeria schweinfurthii ingår i släktet Lindackeria och familjen Achariaceae. Inga underarter finns listade i Catalogue of Life.